# Vonkverspanen

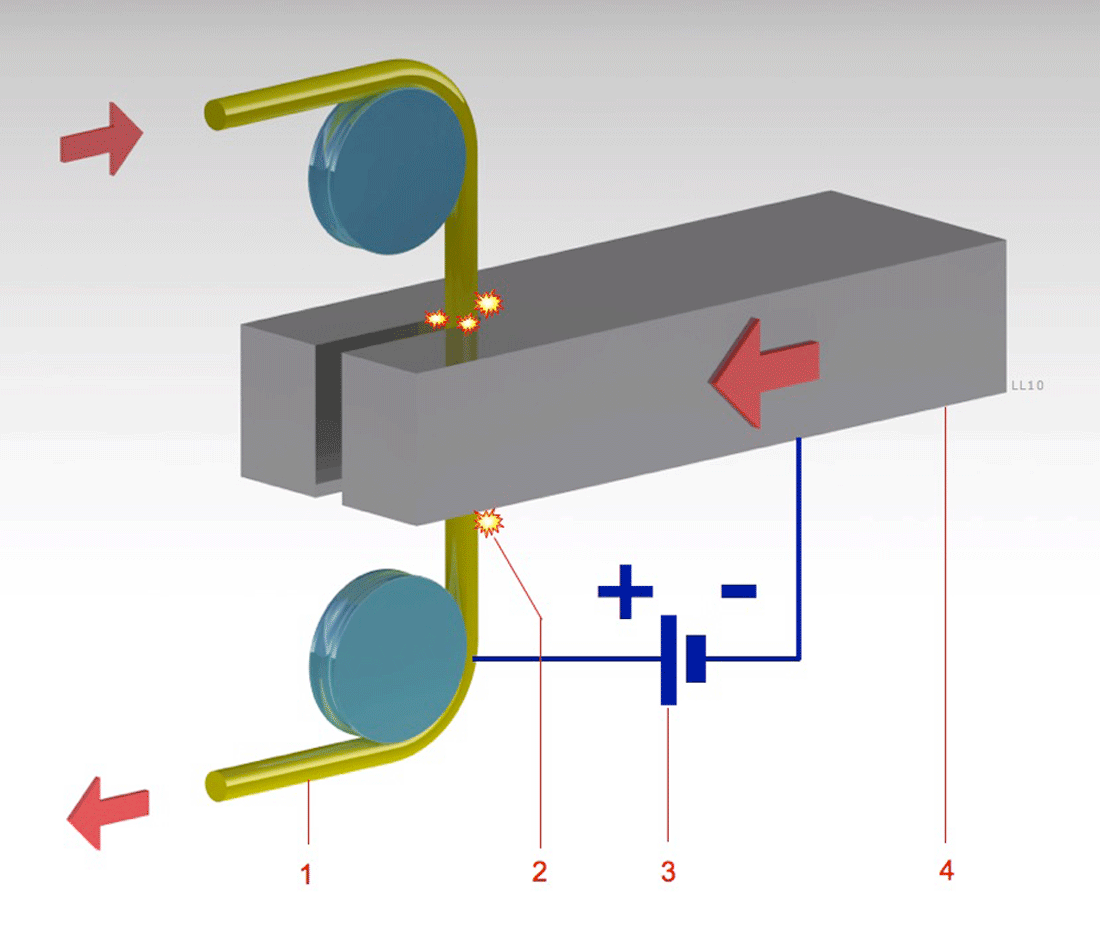
Draadvonkenverspanen. 1 elektrodedraad. 2 vlamboog. 3 elektrische spanning. 4 werkstuk.

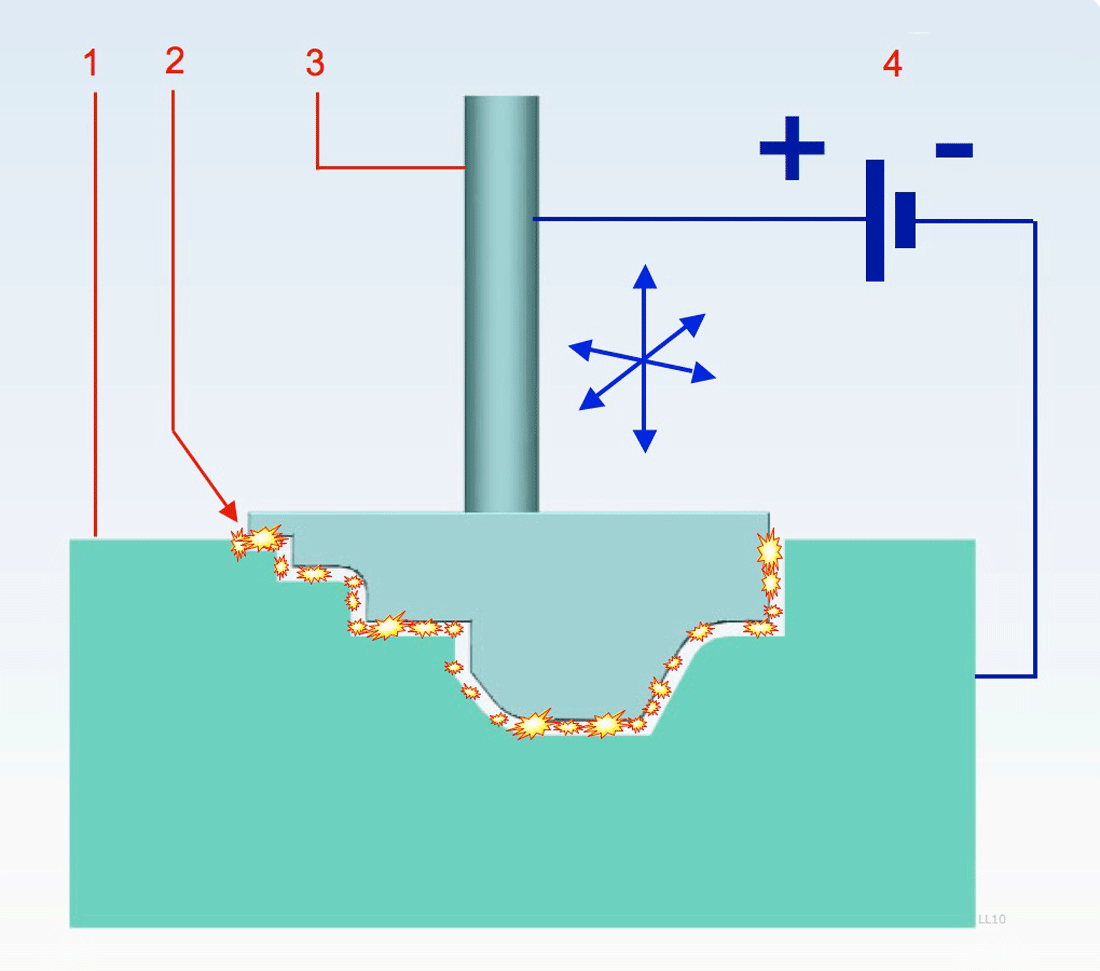
Vonkverspanen. 1 werkstuk. 2 vlamboog. 3 beweegbaar elektrodeprofiel in een profielvorm. 4 spanning.

Vonkverspanen is een op vonkerosie gebaseerde vorm van verspanen waarbij met een elektrode materiaal uit het werkstuk wordt weggenomen. Met vonkverspanen kunnen vormen gemaakt worden uit geleidende metalen.

## Het diëlektricum
Bij vonkverspanen wordt het werkstuk in niet-geleidende olie gelegd. Dit oliebad is nodig, omdat er bij het vonken een hoge temperatuur wordt ontwikkeld door een lokaal gevormd plasmakanaal. Dit diëlektricum zorgt ervoor dat deze hoge temperaturen niet rechtstreeks tot bij het werkstuk komen. Het diëlektricum heeft dus een afkoelende functie. Het zorgt ook voor het concentreren van het plasmakanaal en het wegspoelen van de spanen. Wanneer er een potentiaalverschil tussen elektrode en werkstuk wordt aangebracht, slaan er vonken over op het werkstuk via de olie.

## Machine-instellingen
Op de CNC-machine zijn er verschillende parameters die ingesteld kunnen worden. Eén ervan is de energie die men toevoert aan de elektroden. Dit heeft invloed op de ruwheid van het uiteindelijke bewerkte oppervlak. Bij een hoge energietoevoer zal het oppervlak ruw worden. Indien er niet veel energie toegevoerd wordt, wordt het oppervlak gladder.
Onder deze parameters hoort de pulstijd en een wachttijd. De pulstijd is de tijd dat er vonkoverslag plaatsvindt en de wachttijd is de afkoelings- en spoelingstijd voor het werkstuk en de elektrode. Bij vonkverspanen komen er vrijwel geen spanen vrij, slechts kleine korrels materiaal.
De machine is er op gebouwd om het hele proces automatisch uit te voeren. Er is alleen een programma nodig om de machine te sturen. Er kunnen verschillende opdrachten opgeven worden als de machine een werkstukwisselaar heeft. Dit is een 'eiland' van opgespannen werkstukken die ook geheel zelfstandig kunnen inpluggen in de machine. De machine kan ook rechtstreeks vanuit een computer-aided design (CAD) programma gestuurd worden.
Onderhoud van de machine is ook van belang als men de nauwkeurigheid wil behouden. Dit gebeurt dagelijks met controles op de basisfuncties. Dit omdat het werkstuk afgekeurd kan worden als een onderdeel (bijvoorbeeld de spoeling) plotseling niet goed meer functioneert.
Om het jaar moet de machine helemaal gecontroleerd en getest worden op de nauwkeurigheid en er worden een aantal onderdelen vervangen zoals het filter en de draadgeleidingsrollen.

## Methoden
Er zijn een aantal methoden voor vonkverspanen, te weten: zinkvonken en draadvonken.

### Zinkvonken
Zinkvonken is een vorm van vonkverspanen waarbij een voorgevormde elektrode als het ware in het te bewerken materiaal zinkt gedurende het verspaningsproces. Voor het zinkvonken heeft men dus niet alleen materiaal nodig voor het werkstuk, maar ook een elektrode. Deze elektrode kan bestaan uit grafiet, koper, of elconite. Tijdens het verspanen wordt zowel het werkstuk als elektrode verspaand, dus voor een bepaalde precisie in een inkeping moet men meerdere elektrodes aanmaken.

### Draadvonken
Het principe bij draadvonken is dat twee elektroden een elektrische verbinding met elkaar maken, waardoor aan beide elektroden een stuk materiaal er vanaf schiet met behulp van korte pulsen. Hierbij is het werkstuk de ene elektrode en de draad die continu toegevoerd wordt met een statische snelheid, de andere elektrode. Het materiaal wordt bij circa 20.000 °C gevonkt. Dit gebeurt niet continu. De pulsen bij draadvonken zijn korter dan bij zinkvonken.

## Precisie
De precisie van draadvonken is erg groot: tot op een halve  micrometer nauwkeurig en de machine kan in stappen van een tiende micrometer nauwkeurig verplaatsen, alhoewel dit erg moeilijk over te brengen is op het materiaal door de vele instellingen in de computer. Er zijn drie factoren waar dit van afhangt: positie-, repeteer- en procesnauwkeurigheid.

## Draad
Het materiaal van de draad bestaat meestal uit een kern van messing of koper met een coating uit zink. Het komt niet vaak voor dat de draad knapt terwijl de machine met zijn route bezig is. Dit hangt af van wat voor materiaal er wordt gebruikt, de snelheid waarmee er gevonkt wordt en de draad die gebruikt wordt. De conditie van de bovenste en onderste spoeling is echter ook zéér bepalend.